# CLV

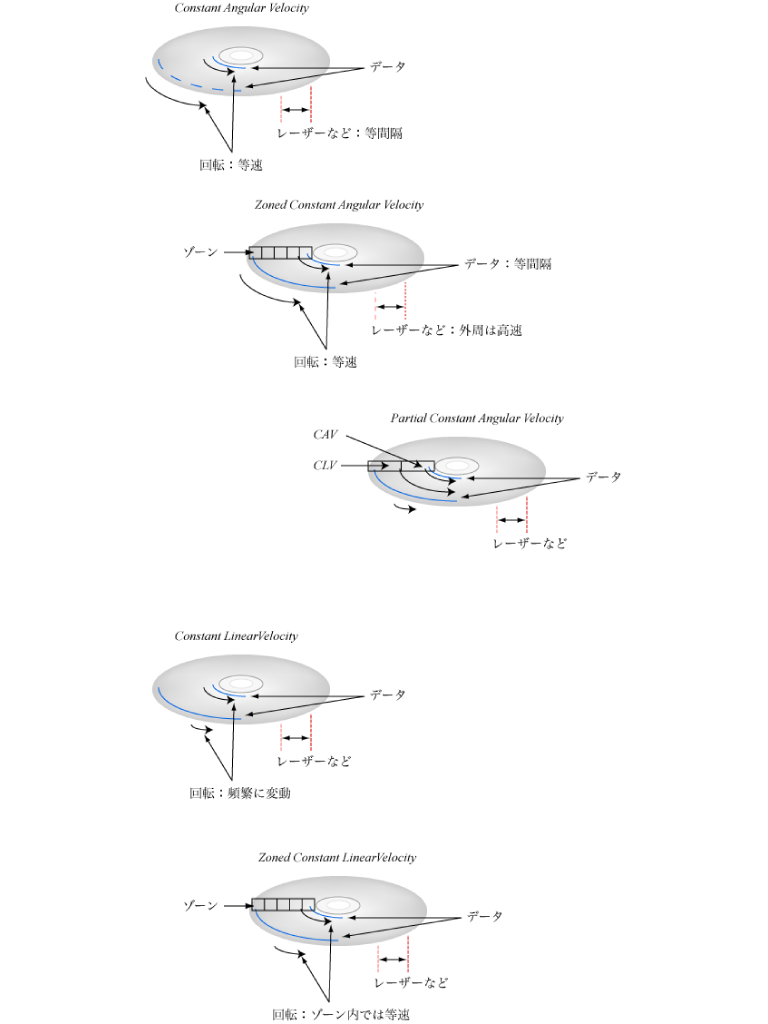
CLVの制御方法（下から2番目）、ZCLV（一番下）

CLV（シーエルブイ）は、ディスクメディアの制御方式のひとつで、Constant Linear Velocity（=線速度一定）の頭文字を取ったもの。
ディスクの記録密度が内周部分と外周部分で一定でありディスク全体ではCAVと比較してフルに容量を確保できるが、データを一定速度で読み出すためにはディスクの回転速度を細かく制御して変化させなければならない。
ランダムアクセス性能やデータ読み書きの速度はCAVに比較して劣る傾向にある。
コンパクトディスク（CD）では、回転の最も速い最内周と最も遅い最外周では速度の比は5:2になっている。
CDやDVDやBlu-ray Discなど、一定速度で大容量のデータを読み出すような用途に向いている。

## ZCLV
CLVを発展させて半径方向でセクタ数が異なるように複数のゾーンに分け、それぞれのゾーンで回転数を一定にすることで回転制御を容易にする方式がありZoned CLVと呼ばれる。
DVD-RAMの低速メディアに採用されている（高速メディアはPCAV）。

## CLV記録メディアの例
- コンパクトディスク（CD）
- レーザーディスクの長時間記録モード
- ミニディスク（MD）
- DVD
- Blu-ray Disc
- UMD

### CLVレーザーディスク
「レーザーディスクの長時間記録モード」は、はじめて「CLV」を実現したものであるがその実態は内周をCAV外周をCLVとして記録されたPCAVである。
アナログ音声のみCLVレーザーディスク
リードインエリアのみCAVとされた。
デジタル音声入りCLVレーザーディスク
リードインエリアと再生開始の数分間がCAVとされた。
そのためこの部分の静止画等の特殊再生が廉価プレーヤーでもできないかとビデオ雑誌に投書されたことがあった。